# Mausolée Muin Xalfa Bobo
 (mars 2024).
Si vous disposez d'ouvrages ou d'articles de référence ou si vous connaissez des sites web de qualité traitant du thème abordé ici, merci de compléter l'article en donnant les références utiles à sa vérifiabilité et en les liant à la section « Notes et références ».
Le mausolée de Muin Xalfa Bobo (en ouzbek : Muin Xalfa Bobo maqbarasi) est un monument architectural du XIXe siècle, un mausolée situé à Tachkent, en Ouzbékistan.

## Emplacement
Le bâtiment est situé à Karasarayskaya Street, maison 89. La tombe était la structure principale d'un complexe cultuel, qui a été ultérieurement perdu.

## Histoire
Les circonstances de la construction du mausolée ont été clarifiées à partir des paroles d'Athan Kadyrov, descendant du défunt, né en 1872. Muin-buva était originaire d'un village paysan de Samarkand et a étudié à Karshi. Il est devenu un maître-constructeur, un ancien de guilde (khalfa), et a construit un tombeau pour lui-même, en invitant des artisans de Samarkand à travailler. Selon les témoignages des personnes interrogées, la construction a été achevée en 1845 (selon les déclarations de Kadyrov, le bâtiment avait 125 ans au moment de l'enquête). Dans l'encyclopédie « Tachkent » (2008), il est rapporté que Muin Khalfa-bobo était un ishan, et la date de construction est indiquée comme étant 1883. Dans une édition antérieure de l'encyclopédie (1983), la date de 1884 était donnée.
En 2007, le bâtiment a été rénové. Pendant la rénovation, le mur de l'iwan dédié aux commémorations a été décoré par une brigade de ganchkora, avec la participation d'Asrol Mukhtarov, un maître folklorique d'Ouzbékistan.

## Architecture
Muin Khalfa-bobo appartient au type de mausolées à chambre unique à portail et dôme. Le plan de la structure est rectangulaire (5,48 × 6,16 mètres) et comprend une seule pièce carrée (3,05 × 3,05 mètres) à laquelle est attaché un iwan à l'avant. Au-dessus de la chambre s'élève un dôme sphéro-conique, reposant sur un court tambour cylindrique, dominant l'apparence du bâtiment. Le tambour repose sur de fausses voûtes sphériques, formées par des rangées horizontales de briques. Le volume cubique inférieur sert de piédestal pour le dôme. Dans la partie avant du mausolée, la continuation des murs en élévation forme un portail. La configuration du portail ressemble à un peshtak, en raison de la niche en arc brisé peu profonde et des cadres en forme de lettre « P ». La taille de l'arc du portail est de 3,43 mètres.
Dans la chambre, on trouve deux grandes pierres tombales-sagana, orientées de la façade vers le mur arrière. L'inhumation principale appartient à Muin-buva lui-même, tandis que la seconde appartient à son fils Umar-khan. On peut également trouver quatre petites niches plates dans les murs.
Le monument n'est pas enduit de plâtre et est presque dépourvu de décoration. Le décor se limite à un anneau d'ornements moulés (sharafa), séparant la skufya du dôme, ainsi qu'à des motifs en ganch sur les archivoltes des arcs et des coutures en ganch entre les briques de la façade. Dans le mur ouest, il y a une seule fenêtre qui permet d'éclairer la chambre.
Le tombeau est construit en briques de tuiles plates brûlées polies, mesurant 24-25 × 25 × 3,5 centimètres, et est assemblé avec un mortier d'argile. La maçonnerie des arches et du dôme est réalisée en ganch pur. Chaque rangée, comprenant 10 joints, a une hauteur de 59 à 61 cm.
Sur l'iwan dédié aux commémorations, Asrol Mukhtarov et ses étudiants ont réalisé un panneau en ganch (palyak) intitulé « Khast-Imam ».

## Analyse de la composition architecturale
On pense que le bâtiment reproduit les contours d'un mausolée plus ancien de Tachkent - Chupan-ata. De plus, il est construit avec la même brique et possède une fenêtre similaire. Cependant, cette imitation s'est faite avec simplification : Muin Khalfa-bobo ne possède pas les tours du portail ni les agencements figuratifs. Il existe également des différences dans la forme et la maçonnerie des voiles, et le dôme semble lourd. Étant donné que le mausolée a été construit au milieu du XIXe siècle, la similarité compositionnelle du portail avec le peshtak devrait être considérée comme un vestige d'une forme architecturale obsolète.

## Galerie

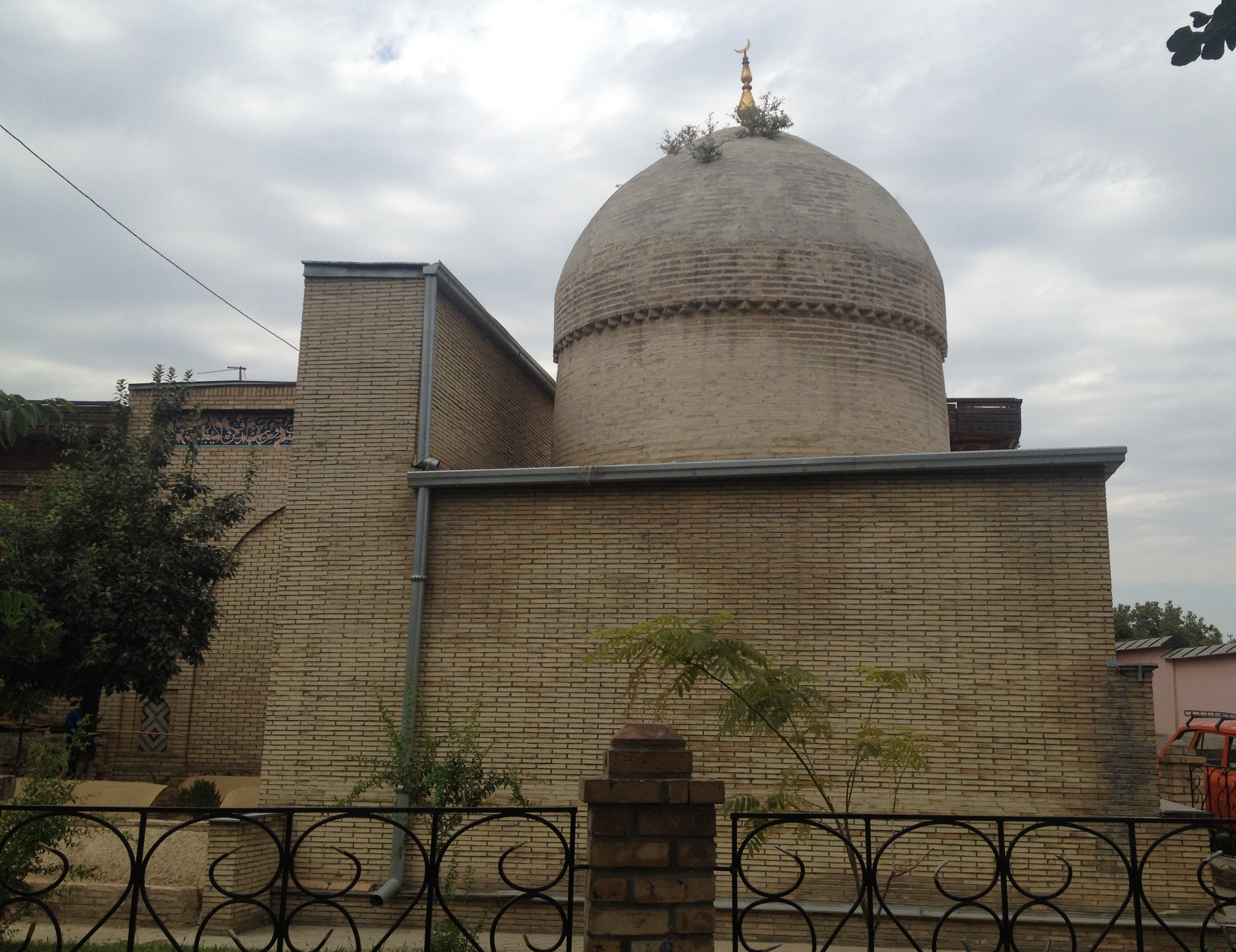
Mausolée Bobo de Muin Khalfa (2016)
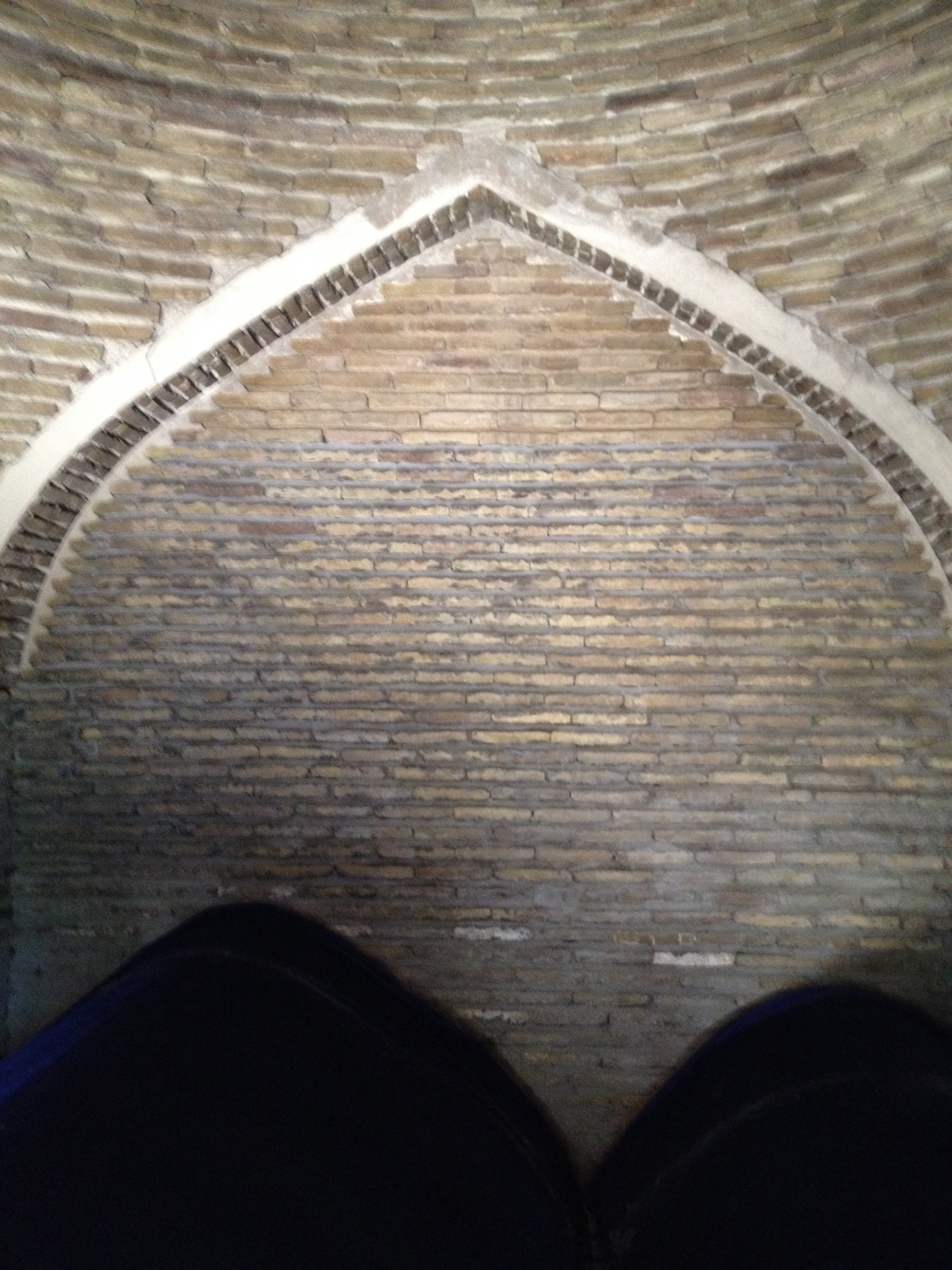
Intérieur du mausolée Bobo de Muin Khalfa (2016)